# Cerkev svete Marije na Škriljinah
Cerkev svete Marije na Škriljinah je podružnična oz. pokopališka cerkev iz 13. stoletja, ki se nahaja v bližini hrvaškega mesta Beram. Umetnostnozgodovinsko so pomembne njene gotske freske iz leta 1474, ki jih je naslikal Vincenc iz Kastva.
Cerkev je približno kilometer severovzhodno od Berama v Istri, na vaškem pokopališču. Imenuje se po skalnih plasteh, na katerih je bila zgrajena. Pri obnovi je bila kritina strehe ponovno izdelana s kamnitimi ploščami.

## Zgodovina
Okoli leta je 1000 je bila tu benediktinska opatija. O tem, kdaj je bil samostan opuščen, ni zgodovinskih virov. Menijo, da je bil opuščen v 12. in 13. stoletju, ko so benediktinci v glavnem izginili s tega območja.  Cerkev svete Marije na Škriljinah je bila zgrajena v 13. stoletju. Leta 1474 je Vincenc iz Kastva naslikal freske na notranjih stenah zgradbe. Pri gradnji v 18. stoletju je bil cerkvi dodan portik. Nekatere slike na zahodni steni so bile odstranjene ali poškodovane, ker so bila prebita nova okna. Tudi rebrasti obok je bil odstranjen.  Izdelan je bil raven kasetirani strop (1707), zato je pogled na strešno konstrukcijo skrit in dodana je poslikava stropa nad ladjo. V središču kasetiranega stropa je upodobljeno Marijino vnebovzetje. Freske na stenah so bile daljše obdobje prekrite z ometom.  Leta 1913 so bile ponovno izpostavljene. V primerjavi s freskami v drugih srednjeveških cerkvah, ki so bile narejene v baroku ali pozneje z mavcem, so bile take slike odkrite šele po drugi svetovni vojni.

## Arhitektura in notranjost
Cerkev ima prezbiterij v širini ladje, portik (lopica) s tremi loki ter zvonik z oknom (bifora) in zvonom. Ima podolgovat tloris s pravokotno ladjo. Glavni vhod je na zahodni strani zaprt z rdečimi vrati, ki imajo polkrožen zaključek. Stranski vhod je narejen iz navpično postavljenih monolitov v ravnini stene in vodoravno nameščenih kamnov, kar je značilnost romanike. Na desni je v zunanji steni vgrajena posoda za sveto  vodo, ki je bila narejena iz kosa apnenca. V glavnem vhodu je polkrožna niša z ostanki Marijinega portreta. Ob straneh sta poleg okroglih oken v apsidi vgrajeni dve majhni okni; okni sta na zahodni steni, levo in desno od glavnih vrat.
Notranjost je razdeljena s krožnim lokom, ki omejuje prezbiterij, kjer je majhen oltar, od ladje. Tla so prekrita s pravokotnimi ploščami iz apnenca. Za cerkvijo so grobovi na pokopališču, ki je obdano z visokim zidom iz apnenca.

## Freske
Cerkev je danes znana predvsem po svojih 46 gotskih freskah, vključno z mrtvaškim plesom, ki je južno od Alp zelo redek.  Je 38 slikovnih kompozicij in osem manjših slik, vključno s tremi rastlinskimi okraski, grbom, Veronikinim robcem, napisom in fragmenti, kar pokriva površino približno 75 kvadratnih metrov ali skoraj celotno površino sten cerkvene ladje in manjših površin prezbiterija, katerega stene so bile prvotno v celoti poslikane.
Freske so med najpomembnejšimi slikami srednjeveške umetnosti v Istri in veljajo za enega najbolj znanih spomenikov občine. Obdelane so v številnih strokovnih publikacijah, najprej leta 1923 Franceta Steleta. Freske so izjemne predvsem zaradi močnega razvoja gotskega idealizma.
Glede na napis nad južnimi stranskimi vrati je freske leta 1474 naslikal Vincenc iz Kastva, podpisan Vincentius de Castua. Verjetno je oče Janeza iz Kastva, ki je leta 1490 oblikoval cerkev svete Trojice v Hrastovljah v Sloveniji.

### Teme
Na južni in severni steni cerkve je cikel fresk, ki prikazujejo prizore iz življenja Marije in Jezusa Kristusa skupaj z vmes ležečimi slikami različnih svetnikov in osebnosti iz Stare zaveze. Na zahodni steni so simbolne, alegorične freske na temo smrti. Na vseh treh stenah so freske razporejene v dveh vrstah.

#### Južna stran
Na južni steni se cikel začne v ladji desno spredaj. V zgornji vrsti so od leve proti desni: Marijino rojstvo, Marijina pot v tempelj, Marijina zaroka, oznanjenje, obiskovanje, rojstvo Kristusa, Kristusa prinesejo v tempelj. V spodnji vrsti od desne proti levi je nadaljevanje: sveti Janez Evangelist in sveti Florijan, krst Jezusa v reki Jordan, dvanajstletni Jezus v templju, sveti Mihael, sveti Boštjan/Sebastijan, beg v Egipt, poboj nedolžnih otročičev. V območju oken je zgoraj kralj David in preroki in spodaj sta sveta Uršula in Katarina. Kronološki vrstni red ni povsem pravilen, beg v Egipt je pred pobojem nedolžnih otročičev.
- Zgoraj od leve proti desni: Marijino rojstvo, Marijina pot v tempelj, Marijina zaroka
Spodaj od leve proti desni: sveti Janez Evangelist in sveti Florijan, krst Jezusa v reki Jordan, dvanajstletni Jezus v templju
- Zgoraj od leve proti desni: Marijina zaroka, oznanjenje, obiskovanje
 Spodaj od leve proti desni: dvanajstletni Jezus v templju, sveti Mihael, sveti Boštjan/Sebastijan
- Zgoraj od leve proti desni: rojstvo Kristusa, Kristusa prinesejo v tempelj 
 Spodaj od leve proti desni: beg v Egipt, poboj nedolžnih otročičev

#### Severna stran
Na severni steni se prizori v zgornji vrsti ne nadaljujejo kronološko. Od leve proti desni sta le dve sliki, ker se prva razteza v dolžini osem metrov in zato zavzema širino šestih območij. To je čaščenje svetih Treh kraljev po podobi Kristusovega rojstva. Naslednja je zadnja večerja, ki je dejansko imela svoje mesto po vstopu Jezusa v Jeruzalem. V ospredju te freske je upodobljen Kristus, ki svojim učencem umije noge. V spodnji vrsti se ponovno kaže pravilna kronologija Jezusovega življenja, od leve proti desni so prikazani: Jezusova skušnjava v puščavi, sveta Apolonija, sveti Leonhard, sveta Barbara, sveti Martin, sveti Jurij, vstop Jezusa v Jeruzalem, prikazana je tudi molitev na Oljski gori in Kristusa primejo, ko Peter z mečem Malhusu odseka uho. Med okni vidimo štiri latinske cerkvene očete, zgoraj levo Jurija Velikega, ob njem Jeroma, levo Avguština in desno Ambroža.
Jezusovo življenje se je prvotno nadaljevalo z njegovim trpljenjem in zmago na stenah apside. Ostajata dva svetnika na severni strani apside, sveti Štefan in preroki Mojzes, Elija in Daniel ter na južni strani dva svetnika. V oboku so bili verjetno simboli štirih evangelistov in angel.
- Zgoraj: poklon svetih Treh kraljev  
 Spodaj od leve proti desni: skušnjava v puščavi, Apolonija, Leonhard, Barbara in sveti Martin
- Zgoraj: poklon svetih Treh kraljev (nadaljevanje)
 Spodaj od leve proti desni: Apolonija, Leonhard, Barbara in sveti Martin, sveti Jurij, vstop v Jeruzalem
- Zgoraj od leve proti desni: poklon svetih Treh kraljev, zadnja večerja 
 Spodaj od leve proti desni: vhod v Jeruzalem, molitev na Oljski gori, Kristusa primejo
- Vstop v Jeruzalem

#### Zahodna stran
Na zahodni steni je končnost človeškega življenja prikazana alegorično. V spodnji vrsti je južno od vhoda izgon iz raja, severno pa kolo življenja. Več kot polovica teh dveh fresk je bila uničena z namestitvijo oken. Po celotni širini stene v dolžini sedmih metrov se razteza mrtvaški ples. Smrt je v obliki okostij in vodi posameznike vseh vrst, od leve proti desni so trgovec, vitez, pohabljenec, otrok, gostitelj, kraljica, kralj, škof, kardinal in papež. Trgovec zaman sega na mizo, na kateri leži denar, s katerim se hoče odkupiti. Manjka kmet kot glavni obiskovalec cerkve, ki je bil verjetno levo od praznoverja. Eden izmed skeletov igra instrument s strunami, podoben mandolini, nadaljnji instrumenti so pihala; eden nosi lok in puščice, drugi koso. Tudi skrajni desni je okostnjak, igra na dude nad odprtim grobom. Umetnik je želel pokazati, da so vsi ljudje enaki pred smrtjo, ne glede na to, kdo so.
- Mrtvaški ples

### Oblikovanje
Značilnost fresk v cerkvi svete Marije na Škriljinah je enostavnost in naivnost, pri čemer nastane povezava med ljudsko slikarsko tradicijo in mednarodno umetnostjo pozne gotike. Poleg tega je v ciklu združenih več slogov in ustvarjalnih predlog. 

#### Vplivi
Freske iz Berama so delo vsaj dveh umetnikov, ki jima je mogoče priznati različne slogovne značilnosti. Te razlike so lahko posledica več različnih predlog, uporabljenih pri delu. Poleg tega so lahko bile spremenjene med obnovitvenimi deli. Verjetno je Vincenc ustvaril freske na južni strani.
Dokazano je, da sta mrtvaški ples in Judežev poljub narejena po modelu nizozemskega slikarja Mojster s transparenti; za prizor rojstva je bila uporabljena predloga mojstra E. S. Znaki so prepoznavni na slikah, kot so trde gube draperije ali napake pri podpisu.
Čeprav avtor prihaja iz Kastva, imajo freske v Beramu furlanske značilnosti, ki so pod vplivom nemško-tirolsko-koroškega slikarstva. Severne vplive je mogoče videti med drugim tudi v gubah Marijine halje. Italijanski vplivi so vidni na oblačilih nekaterih plemenitašev, dolgih vzporednih gubah zaves in motivu procesije, ki ga je pogosto mogoče najti predvsem v italijanski zgodnji renesansi (quattrocento). 

#### Slog
Prav tako so na slikah opazni različni slogi: idealizem med drugim vsebuje motiv Matere božje, poznogotski naturalizem se kaže na primer v freski krvavečega Kristusa, molitvi na Oljski gori ali pri ubijanju nedolžnih otrok, renesančni realizem je mogoče videti v Marijinem ciklusu, zlasti v begu v Egipt in procesiji mrtvih. Poleg tega se približa perspektivi – tlak na freski svetega Martina. 
Na skoraj vseh slikah ciklusa najdemo metodo anahronizma. Prizori iz življenja Marije in Kristusa so upodobljeni iz 1. stoletja našega štetja. Kljub temu da so Kristus in apostoli starinsko oblečeni, so vse druge osebe v sodobnih oblačilih pozne gotike in renesanse, kot je običajno v krščanski umetnosti. Poleg tega so tu tudi srednjeveški vitezi in arhitektura. 
Na slikah je težko najti globino prostora. Razen prizorišča svetega Martina predstavitve igrajo zelo majhno vlogo, kot je na primer pri freskah v cerkvi svetega Martina. Pri begu v Egipt, eni najtišjih, najbolj realističnih, je ustvarjen občutek globine, ki ni v celoti uspel. Vendar je na treh ravneh, v ospredju je travnik z dvema prašičema, zadaj so Marija in njene tovarišice in v ozadju je pokrajina z dvema mestoma, kar naj bi ustvarilo prostor z navidezno ozkostjo v slikah, na katerih na primer noge, pokrivala, instrumenti ali predmeti štrlijo iz okvirja. V nekaterih prizorih so liki v ospredju v okvirju, pri gradnji ozadja zunaj njih. Lahko opazimo sorazmerno znižanje oddaljenih likov. Prodor iz okvirja lahko opazimo predvsem v prizoru Judežev poljub. Ta predstavitev kaže satirično naravo. Služabnik na dnu slike z eno roko kaže naklonjenost gledalca, hkrati pa deluje nekoliko smešno. To še naprej poudarja, da je oblikovanje živahnejše. Poleg tega je ustvarjen kontrast med svečanim poljubom in vojaki v ozadju. Na nekaterih slikah si lahko ogledamo predstavitev zaporedja postopka, pri katerem se osebe, ki sodelujejo, lahko pojavijo več kot enkrat (časovna ali prostorska istočasnost).
Slike so zelo barvite in mnoge opremljene s preprostimi okraski, ki vključujejo zvezde na dnevnem nebu ali okraske na oblačilih, narejeni po predlogah ali z žigi.